# 프랜시스 윌리엄 로비어
프랜시스 윌리엄 로비어(영어: Francis William Lawvere IPA: [ˈfrænsɪs ˈwɪljəm ˈlɔːvɪə(r)], 1937년 2월 9일~2023년 1월 23일)는 미국의 수학자이다. 범주론, 특히 토포스 이론에 공헌하였다.

## 생애
1937년 2월 9일 미국 인디애나주 먼시(Muncie)에서 태어났다. 1963년에 사무엘 에일렌베르크 밑에서 컬럼비아 대학교에서 박사 학위를 수여받았다. 1964년~1967년 동안 취리히 공과대학교에 있었다. 이후 시카고 대학교 · 뉴욕 시립 대학교에서 가르치다가, 다시 1968년~1969년 동안 취리히 공과대학교에서 가르쳤다. 1969년~1971년 동안 댈하우지 대학교에 있었다.
1972년~1974년에는 페루자 대학교에서 강의하였다. 1974년에 버펄로 대학교 교수가 되었다.
2000년에 은퇴하였다.
2023년 1월 23일 오랜 투병 끝에 85세의 나이로 사망하였다.

## 참고 문헌
1. ↑  “IN MEMORIAM of F. William Lawvere”. 《University at Buffalo》. 2023년 2월 15일.
2. ↑  Anderson, Dale (2023년 2월 14일). “Dr. F. William Lawvere, 85, UB professor who transformed advanced mathematics”. 《The Buffalo News》.

- Betti, Renato (2011). 〈F. William Lawvere: the unity of mathematics〉.   Bartocci, Claudio; Betti, Renato; Guerraggio, Angelo; Lucchetti, Roberto. 《Mathematical lives: protagonists of the twentieth century from Hilbert to Wiles》 (영어). Springer-Verlag. 223–230쪽. doi:10.1007/978-3-642-13606-1_33. ISBN 978-3-642-13605-4.
- Clementino, Maria Manuel; Picado, Jorge; Lawvere, F. William (2007년 12월). “An interview with F. William Lawvere — part one” (PDF). 《Boletim do Centro Internacional de Matemática》 (영어). 23–27쪽. ISSN 2183-8062. 2009년 9월 25일에 원본 문서 (PDF)에서 보존된 문서. 2016년 7월 8일에 확인함.
- Clementino, Maria Manuel; Picado, Jorge; Lawvere, F. William (2008년 6월). “An interview with F. William Lawvere — part two” (PDF). 《Boletim do Centro Internacional de Matemática》 (영어). 21–28쪽. ISSN 2183-8062. 2009년 9월 25일에 원본 문서 (PDF)에서 보존된 문서. 2016년 7월 8일에 확인함.